# الدوري السلوفيني لكرة القدم 1921–22
الدوري السلوفيني لكرة القدم 1921–22 هو موسم من الدوري السلوفيني لكرة القدم ‏. فاز فيه ND Ilirija 1911 ‏.